# Reif (Technik)
Technischer Reif entsteht bei technischen Prozessen, bei denen Luft mit einer Temperatur von unterhalb −2 °C zyklisch in einen Wirbel gefördert wird; zudem muss dem Wirbel stetig Kälteleistung zugeführt werden.
Relevante Reifbildungen gibt es in der Technik bei folgenden Prozessen:
- Reifbildung bei Flugzeugen
- Schneekanonen
- Zureifung des Verdampfers einer Luft/Wasser-Wärmepumpe oder einer  Kälteanlage.

Zurzeit besteht keine Möglichkeit Reif- bzw. Schneebildungsprozesse zu simulieren. Grund ist, dass diese Prozesse bisher nicht physikalisch verstanden wurden. Dieses gilt insbesondere für Luft/Wasser-Wärmepumpen; keines der bisher publizierten Formelwerke erlaubt es somit, die Zureifung eines Verdampfers physikalisch zu verstehen.

## Entstehung
Die Entstehung einer Schneeflocke beginnt (laut Untersuchungen von Prof. Kenneth G. Libbrecht am California Institute of Technology) bei atmosphärischem Druck bei einer Temperatur unterhalb von −2 °C mit einem mikroskopisch kleinen, schwebenden mineralischen oder biologischen Gefrierkeim. Erstarrt ein solcher Keim zu einem Gefrierkeim, so heften sich stetig unterkühlte Wassermoleküle an ihm an und erstarren zu Eis. Das Heranwachsen des Gefrierkeims zu einer Schneeflocke durch diesen Vorgang wird Bergeron-Findeisen-Prozess genannt.
Sind keine Gefrierkeime in der Luft vorhanden, so erfolgt die Entstehung der Schneeflocke erst bei Temperaturen unterhalb von −40 °C über unterkühlte Wasserkeime.
Außerdem zeigten die erwähnten Untersuchungen am CIT, dass bei den o. g. Bedingungen auch komplexere Eiskristalle gebildet werden können, die als Dendrite bezeichnet werden. Sie werden nur bei einer deutlichen Übersättigung der Luft mit Wasser gebildet; somit spielt die Luftfeuchtigkeit eine große Rolle bei der Reif- bzw. Schneebildung. Außerdem ist zur Bildung komplexer Schneekristalle aus Gefrierkeimen die zyklische Umwälzung der Luft in einem Wirbel nötig von einer kalten Oberfläche, die kälter als −2 °C sein muss, zu einer Umgebung, die wärmer als 0 °C sein muss.

## Bedeutung

### In der Flugzeugtechnik
Bei einem Flugzeug entsteht technischer Reif durch Stauwirbel im Bereich der Anströmfläche der Tragfläche oder des Propellers sowie durch kleinere Schleppwirbel im Bereich der angeströmten Stirnfläche. Um die Vereisung der Scheiben an der Stirnfläche des Flugzeugs zu verhindern, werden sie mit eingebetteten Widerstandsschichten oder -drähten beheizt, so dass sie nicht bereifen (siehe Flugzeugenteisung).
Auch bei Propellermaschinen geschieht die Entreifung des Propellers mittels elektrischer Beheizung. Der Energiebedarf für eine solche thermische Enteisung mittels Strom ist extrem hoch. Deshalb wird diese Methode eher als Notfallverfahren benutzt. Um die elektrische Leistung des Flugzeuges nicht zu überfordern, werden nicht alle Heizflächen auf einmal und dauernd eingeschaltet, sondern immer nur einzelne (paarweise, symmetrisch) und in Intervallen (z. B. alle 5 min). So sind bei elektrischer Enteisung am Vierblattpropeller jeweils zwei gegenüberliegende Propellerblätter gleichzeitig zu enteisen. Ein Problem wären nämlich unsymmetrische Enteisungen am Propeller, die zu starken Vibrationen führen können (z. B. mit einer Frequenz von 42 Hz bei einer Drehzahl von 2500 Umdrehungen pro Minute), welche u. a. evtl. den Motor beschädigen. Bei starken Vibrationen ist daher sofort die Drehzahl möglichst weit zu reduzieren.

### Durch Schneekanonen
Das Grundprinzip einer Schneekanone wurde Ende der 1940er Jahre zufällig in Kanada entdeckt, als ein Forscherteam unter der Leitung des Kanadiers Raymond T. Ringer bei tiefen Temperaturen Wasser in einen Windkanal sprühte, um die Vereisung von Düsentriebwerken zu untersuchen – und dadurch unerwünschter Schnee entstand.
Bei einer Schneekanone wird Luft, die kälter als −2 °C sein muss, gefördert, verwirbelt und mit Wasser geimpft. Dieses Verfahren zur Reif- bzw. Schneebildung setzt voraus, dass die Kälteleistung der geförderten Luft mit ihren Gefrierkeimen es erlaubt, das injizierte Wasser auf eine Temperatur von unterhalb –2 °C abzukühlen. Sollte dieses nicht der Fall sein, so rekristallisieren die Gefrierkeime, so dass kein Reif bzw. kein Schnee in der Schneekanone gebildet wird.

### Im Anströmbereich einer Luft-Wärmepumpe
Analysiert man das Bereifungsbild im Stirnbereich der Lamelle eines Verdampfers einer Luft-Wasser-Wärmepumpe oder Kälteanlage, so handelt es sich um Reif oder Schnee mit Dendrit-Struktur. Durch die Verwirbelung der geförderten Luft wird ein Teil der Luft im Anströmbereich in einem kleinen Schleppwirbel stetig zyklisch verwirbelt. Zudem muss die geförderte Luft im Wirbel auf eine Temperatur von −2 °C abgekühlt werden. Dies bewirkt darüber hinaus, dass die Luft im Schleppwirbel stark mit Wasser übersättigt wird. Sobald im Schleppwirbel die ersten Gefrierkeime gebildet werden, beginnt der Schneebildungsprozess im Stirnbereich der Verdampferlamelle.
Da der Wärmeübertrager im Anströmbereich erst ab einer Grenztemperatur von −2 °C zureift, kann durch Ausstanzungen im Stirnbereich der Verdampferlamelle die Temperatur auf oberhalb von −2 °C angehoben werden. Hierdurch lässt sich sehr effektiv verhindern, dass der Verdampfer einer Luft-Wärmepumpe zureift. Diese erlaubt es, die Jahresarbeitszahl JAZ (ähnlich dem Wirkungsgrad) einer Luft/Wasser-Wärmepumpen von derzeit 3 auf 3,75 zu erhöhen, d. h. aus einem Kilowatt elektrischem Strom 3,75 Kilowatt Heizenergie zu erzeugen. Das Verfahren wurde durch den Wärmepumpenhersteller Viessmann Group 2015 zum Patent angemeldet.